# أنور مصطفى عشقي
أنور بن مصطفى بن عمر عشقي أديب وشاعر، ولد بالمدينة المنورة سنة 1264هـ. وله شعر غزل رقيق . وفي الفخر والسياسة، وكانت وظيفته محتسباً للمدينة سنة 1303هــ لحفظ الأمن ومراقبة الأسواق، ثم رئيساً للبلدية بها في أواخر عهد الأتراك. وهو من أسرة ينتهي نسبها إلى الحسين بن علي بن ابي طالب. وتوفي في دمشق سنة 1336هــ  

## قصته مع المحافظ المتسلط علي باشا مرمحين
شهدت المدينة المنورة بعد سنوات قليلة من إنشاء محطة اللاسلكي أحداثاً متميزة ظهرت فيها فائدة هذه المحطة في تيسير الاتصال بالعاصمة العثمانية واحتواء فتنة كان من الممكن أن ترافق فيها الدماء، كما ظهرت فيها إرادة (( أهل المدينة )) موحدة في مواجهة محافظ متسلط. ثم تطورت الأحداث واشتدت المواجهة وكادت أن تتحول إلى ثورة شعبية، الأمر الذي أقلق الدولة وأشعرها بخطورة الوضع، فلاينت أهل المدينة أول الأمر واستجابت لطلباتهم، ثم واجهتهم بالقوة واعتقلت عدداً من أعيانهم .
كانت بداية هذه الأحداث في عهد المحافظ علي باشا مرمحين الذي عُين أواخر 1320هــ .. كان مرمحين شديد الغطرسة والاستبداد والتهور، وقد أخاف بعض أهل المدينة، وفرض الرسوم والضرائب، منها ليرة عثمانية ذهب على كل فرد من أهل المدينة، فعظم ذلك على أهل المدينة، وتحولت النقمة إلى حركة مواجهة يقودها محتسب المدينة (( رئيس البلدية )) السيد أنور مصطفى عشقي .. ومع أن المحتسب واحد من كبار موظفي الدولة في المدينة، فإن ارتباط السيد أنور عشقي بمدينته، وطبيعة وظيفته التي تقاوم الفساد جعلته على رأس الناقمين على المحافظ وقائد المواجهة وهو الذي تزعم الثورة ضد المحافظ علي باشا. وفي أحد الأيام بلغت النقمة ذروتها في نفوس جماعة من أهل المدينة فتجمعوا خارج مقر المحافظ، عند باب القلعة الصغير، وعندما خرج المحافظ من مكتبه شغبوا عليه وطلبوا من بشيء من الحدة أن يقلع عن تصرفاته القاسية ويلغي الرسوم والضرائب الجديدة، وأطلق أحد الغاضبين النار ببندقية يحملها ولكن الرصاصة لم تصبه، وأدرك المحافظ علي باشا أن حرسه القليل لن يستطيع حمايته من هذه الجموع الغاضبة، فأسرع والتجأ إلى أقرب مبنى، ومن المصادفات العجيبة أن المبنى الذي التجأ اليه هو ((عش المحتسب )) أي مكتبة أنور عشقي. ولكن المحتسب أنور مصطفى عشقي لم يكن موجوداً فيه ولا مع تلك الجموع ..
وجاء الشيخ تاج الدين الياس، وكان أحد عقلاء أهل المدينة صاحب مكانة ورأى خطورة الموقف وحاول تهدئة الجماهير الغاضبة، ودخل إلى عش المحتسب ولقي المحافظ المختبئ وحرسه القليلين وكلمه. فطلب المحافظ عليه باشا أن يسعى لحل الموقف، فخرج الشيخ تاج الدين الياس إلى الجماهير وطلب منهم التعقل والحكمة والبعد عن الفوضى، ولكن صوته ضاع وسط صراخ الغاضبين الذين لم يجدوا في كلامه مايحقق مطالبهم من المحافظ المتسلط، واطلق أحد الغاضبين الرصاص في الفصاء قريباً من الشيخ تاج الدين .. وأدرك الشيخ تاج الدين أنه لن يستطيع حل المشكلة، كما أدرك ذلك المحافظ علي باشا ورجاله المحاصرون، فسارع أحد الجنود إلى النافذة، وأخرج البوق منها، ونفخ فيه بشدة يستدعي زملاءه، وكرر العسكري طلب النجدة بالبوق ...
وكانت القلعة ومقر الحكم قريبين من عش المحتسب، فسمع العساكر صوت البوق وحملوا أسلحتهم وجاؤوا إلى الموقع، كما وصل الضباط من أطراف المدينة، ورأوا الموقف الصعب، ودخلوا إلى المحافظ المحاصر، فأمرهم بتفريق الجماهير وإطلاق الرصاص على من لا ينصاع إلى الأوامر، فخرج الضباط إلى الجماهير، ورأوا عددهم يزداد شيئاً فشيئاً ... فقد انتشر الخبر .. وسمع الكثيرون صوت الرصاص وصوت البوق، ورأوا العساكر تهرول إلى الجهة الغربية من المدينة فأسرعوا ليتحروا الأمر وما لبثوا أن انخرطوا مع من سبقهم في الحديث واللغط.
كان إصرار أهل المدينة المنورة على مواجهة المحافظ فورياً ولم تنفع وساطة الضباط، وكانت صلة كثير من هؤلاء الضباط بأهل المدينة قوية بعضهم أبنائهم وبعضهم من أصهارهم .. لذلك رفض الضباط أن يطلقوا النار على الحشود المجتمعة، واكتفوا بتحذريهم من التعرض للمحافظ. وعندما يئسوا من حل الموقف جمعوا جنودهم وأبعدوا الناس عن عش المحتسب وشقوا طريقاً يحوطه الجند من عش المحتسب إلى بيت المحافظ، وقاموا بحراسة المحافظ، الذي خرج في غيظ شديد وسار وسط الجند وهو يسمع صرخات بعض أهل المدينة تهزأ به وتهدده : مرمحين ياوجه القملة، مين قال لك تعمل دي العملة، إلى أن بلغ مسكنه فدخله وأمر بتشديد الحراسة وعدم السماح لأحد بالدخول والاقتراب .
كان تدخل الضباط مجدياً للمحافظ وللجماهير .. فقد خفروا المحافظ، واحترم أهل المدينة خفارتهم فلم يطلق أحد النار، وشعروا بقوة موقفهم، وتنادى كبارهم للذهاب إلى اللاسلكي ومحادثة السلطان عبد الحميد لعزل المتسلط علي باشا ... فتحركت الجموع إلى مبنى المحافظة حيث اللاسلكي الحكومي القادر على الاتصال باستانبول .. ورابط معظم المحتشدين حول المبنى ودخل ((الكبار)) وعلى رأسهم السيد أنور مصطفى عشقي الذي وصل قبل خروج المحافظ بقليل، ولم يمانع الضباط من دخول المحتسب وعدد من أعيان المدينة إلى مبنى الحكومة .. فدخل هؤلاء وتوجهوا إلى مكتب (اللاسلكي) وأرسلوا برقية إلى دار الخلافة في استانبول باسم أهل المدينة، ويروي السيد حسين جمل الليل أحد المشاركين في تلك الأحداث أنهم اشتكوا فيها سوء معاملة المحافظ علي باشا ورسومه الظالمة، وطلبوا عزله ورفع الرسوم فاستجيب طلبهم على الفور وفرج أهل المدينة بذلك وعادوا إلى بيوتهم وشاع الخبر بعزل المحافظ. ووصلت في اليوم التالي برقية إلى المحافظ تحمل مرسوم عزله وإلغاء الرسوم التي فرضها .. فحمل المحافظ علي باشا مرمحين حقائبه وغادر المدينة بعد مدة وجيزة .   

## بعض من شعره
كان للسيد أنور عشقي ناد يجتمع فيه الأدباء والأعيان من أصدقائه ببستانه قرب ثنية الوداع، وهو من أجمل البساتين- حتى لقد أغراه بعض الأثرياء لابتياعه، ولكنه ضن به اعتزازاً, وقال مضمناً إسمه :
وروضــة مـا رضـــيـــت عـــنهـــا بمــــلك كـــسرى ولا بــقــيصــر فــكــيف وهْــي المـنى وعــشــقــي بهــا زهـــر الـــربــيــع أنــور. 
وفي حادثة الاتهام السياسي سُجن في قلعة الطائف اثنان وأربعون رجلاً – نُقلوا من أعيان المدينة – لمدة سنة ونصف، وفي هذا يقول الشاعر المدني السيد أنور عشقي المتوفى سنة 1336هـ شعره المشهور ـ - وكان من بين هؤلاء السجناء والذي اشترك في محاولة قتل الزنجي علي باشا مرمحين:
نساق للسجن لا جرماً ندان به
```
     إلا تلافيق زور من ذوي الفتن
```

كنَّا نطالب بالعدل الذي حرمت
```
     منه المدينة دار العدل والمنن
```

أي الذنوب اللواتي نستحق بها
```
     هذا العقاب سوى الأغراض والإحن
```

ما ضرنا غير قول الشامتين لنا
```
     ذوقوا جزاءكم في السجن والوهن
```

قضت علينا الليالي وهي ظالمة
```
     بعداً عن الأهل والأخوان والوطن
```

قاضٍ تهور في أحكامه فقضى
```
     بما يصوره الواشون من درن
```

فكيف يقضي بما تملي غباوته
```
     ألا يفرق بين الخمر واللبن.
[
8
]
[
9
]
```

## نسبه
هو السيد الشريف أنور بن مصطفى عشقي بن عمر بن زكي بن مصطفى بن محمد المتصل نسبه للسيد عمر صاحب النطاق الذهبي (وكان للسيد عمر مكانة عند الدولة العثمانية وكان الحاكم العثماني في زمنه إذا أراد الغزو ألبسه نطاقاً ذهبياً ثم يعطيه الراية فيقدمه تبركاً وتيمناً به وبذلك كنى بصاحب النطاق الذهبي) وينتهي نسب السيد عمر صاحب النطاق الذهبي في العهد العثماني إلى السيد موسى بن جعفر (المعروف بصاحب الطوق وكان يعرف بإبن الأعرابي) بن جعفر الجمال بن محمد بن إبراهيم بن محمد اليماني بن عبيد الله بن موسى الكاظم بن جعفر الصادق بن محمد الباقر بن علي زين العابدين بن الحسين بن علي بن أبي طالب بن عبد المطلب بن هاشم بن عبد مناف بن قصي بن كلاب بن مرة بن كعب بن لؤي بن غالب بن فهر بن مالك بن النضر جد (قريش) بن كنانة بن خزيمة بن مدركة بن إلياس بن مضر بن نزار بن معد بن عدنان.